# Memecylon afzelii
Memecylon afzelii är en tvåhjärtbladig växtart som beskrevs av George Don jr. Memecylon afzelii ingår i släktet Memecylon och familjen Melastomataceae.

## Underarter
Arten delas in i följande underarter:
- M. a. amoenum
- M. a. mamfeanum
- M. a. pedunculatum